# Mutter (альбом)
Mutter (укр. «Матір») — третій студійний альбом німецького рок-гурту «Rammstein», реліз якого відбувся 2 квітня 2001 року під лейблом Motor Music. Цей альбом традиційно вважають найкращим релізом в історії гурту, а також визначним альбомом в історії музичного стилю індастріал. На обкладинці альбому зображено мертву дитину. Фотограцію зробили художники Даніель і Гео Фукс.
Культовий музичний часопис «Metal Hammer» включив «Mutter» у список 200 найкращих альбомів в історії рок-музики. Продано більше двох мільйонів копій альбому.

## Створення
З вересня по грудень 1999 року група орендувала будинок «Веймар» у Хайлігендаммі, що на березі Балтійського моря для попереднього виробництва. Записи проходили в травні та червні 2000 року в студії Miraval в місті Корран, що на півдні Франції. Вже на Різдво 2000 року Rammstein випустив пісню «Links 2 3 4» на своєму вебсайті.

## Тематика альбому
Успіх платівки 1997 року «Sehnsucht», і запис культового концерту «Live aus Berlin» вивели «Rammstein» у ряд найпопулярніших рок-гуртів планети. Проте тотальне визнання берлінського колективу прийшло саме після презентації «Mutter».
Альбом об'єднав дві речі: гостру соціальну тематику та примітивний текст. Саме примітивний текст дав групі світовий успіх, а саме сингл «Du Hast» з попереднього альбому «Sehnsucht».
Соціальна скерованість альбому виражена в піснях: «Mutter» (де засуджено штучне запліднення), «Adios» (тема наркоманії), «Links 2-3-4» (зачеплено проблему ультраправих рухів), «Sonne» та «Ich will». Ліричною складовою альбому стала балада «Nebel».
Брутальність й простота текстів, ритмічність і важкість звучання забезпечили альбомові платиновий статус ледь не на першому ж тижні продажів.

### Деякі особливості
- Робоча назва пісні «Sonne» виглядала не інакше як — «Klitschko». Цю композицію «Rammstein» написали спеціально для Володимира Кличка. За задумом членів гурту, під важку метал-баладу український боксер повинен був виходити на ринг перед поєдинком. Однак співробітництво не склалося, Володимир на той час надав перевагу композиції Тіни Тернер «You simply the best».

- Одним із вагомих факторів успіху «Mutter» стали одразу п'ять кліпів, що супроводжували альбом. Найбільш шокуючим з них став кліп синглу «Ich will» («Я хочу»), присвячений нестримній жазі людини до самопрославлення. За сюжетом відео, знятого в одній з адміністративних будівель Берліна, група терористів (у ролі яких, як завжди, знялися самі члени гурту), захоплює банк, при цьому повністю ігноруючи матеріальні цінності, що там зберігають, проте знищуючи всіх, хто трапляється на шляху. Так жертвами нападників стають клієнти, охоронці, працівники банку, журналісти, що збіглися за сенсаційним матеріалом. Цікавою деталлю цієї акції є те, що кожен з нападників має фізичну ваду — хтось кульгає, хтось не має руки, хтось ока. Так проілюстровано теорію задоволення власних комплексів за допомогою насилля та влади над іншою людиною. Фінал кліпу чітко показує, що весь теракт був спланований лише з метою привернення уваги до себе. Слова «Я хочу!», які протягнуто крізь всю пісню, чітко лягають в концепцію безжального бажання мати славу Герострата. За іронією долі, реліз синглу «Ich will» відбувся 10 вересня 2001 року, за день до сумнозвісної терористичної атаки на Всесвітній торговий центр.
- Links 2 3 4 — сингл, присвячений тим ненависникам, які звинувачували без обґрунтовань «Rammstein» у неонацизмі, не маючи для цього жодних аргументів.

## Критика
У 2005 році альбом посів 324 місце у рейтингу журналу Rock Hard «500 найкращих рок-метал-альбомів усіх часів».
У статті, опублікованій uDiscover 2016 року, Оран О'Бейрн описав альбом як «один з найважливіших сучасних релізів у багатьох піджанрах важкого металу».
В інтерв'ю Noizr Zine відомий шведський продюсер і музикант Петер Тегтгрен порадив «Mutter» як довідкову роботу для продюсерів-початківців:
«Я думаю, якщо ви не любите дез-метал чи щось подібне, але якщо ви займаєтеся металом, я б сказав, що „Mutter“ від Rammstein дуже хороший, тому що в ньому багато різних елементів, у ньому є партії оркестру, важкі гітари, хороший звук барабана — це може бути хорошим орієнтиром».

## Список композицій
| #     | Назва                                  | Тривалість |
| ----- | -------------------------------------- | ---------- |
| 1.    | «Mein Herz brennt» («Моє серце палає») | 4:39       |
| 2.    | «Links 2 3 4» («Лівою 2-3-4»)          | 3:36       |
| 3.    | «Sonne» («Сонце»)                      | 4:32       |
| 4.    | «Ich will» («Я хочу»)                  | 3:37       |
| 5.    | «Feuer frei!» («Відкрити вогонь!»)     | 3:11       |
| 6.    | «Mutter» («Матір»)                     | 4:32       |
| 7.    | «Spieluhr» («Музичний годинник»)       | 4:46       |
| 8.    | «Zwitter» («Гермафродит»)              | 4:17       |
| 9.    | «Rein, Raus» («Туди-сюди»)             | 3:09       |
| 10.   | «Adios» («Прощавай»)                   | 3:49       |
| 11.   | «Nebel» («Туман»)                      | 4:54       |
| 45:02 |                                        |            |

Існують різні видання «Mutter», кожна має різні особливості:
- Лімітований випуск мав таку ж обкладинку, але з червоним логотипом Rammstein спереду. Він також мав другий компакт-диск із концертними версіями таких пісень:

1. «Ich will» — 3:57
2. «Links 2 3 4» — 4:54
3. «Sonne» — 4:42
4. «Spieluhr» — 5:27

- Японське видання містило прихований трек «Halleluja», який записаний разом з «Nebel» (є двохвилинна пауза між ними). Пізніше трек увійшов до саундтреку Resident Evil, але у фільмі не з'являється.
- Обмежений тираж мав другий компакт-диск лише з одним треком «Halleluja», і компакт-диск із відео «Sonne». У списку треків альбому є орфографічна помилка: вона вказана як «Hallelujah», але на самому бонусному компакт-диску пісня вказана як «Halleluja».
- Було випущено 12-дюймова вінілова версія та MC версія з однаковим списком треків (Сторона A=1–6; B=7–11)
- Видання «Limited Tour» також було випущено у вигляді подвійної касети, друга касета містить живі треки (сторона A=1–2; B=3–4).
- 3 квітня 2010 року Rammstein опублікував відео «Halleluja» на своїй сторінці у Facebook.[14]

## Учасники запису

### Rammstein
- Тілль Ліндеманн — вокал
- Ріхард Круспе — соло-гітара
- Пауль Ландерс — ритм-гітара
- Олівер Рідель — бас
- Крістіан Лоренц — клавішні
- Крістоф Шнайдер — барабани

### Запрошенні музиканти
- Бобо — фоновий вокал (у «Nebel»)
- Хіра Лі Ліндеманн — вокал (у «Spieluhr»)
- Олсен Інволтіні — струнні аранжування (у «Mein Herz brennt», «Mutter», «Nebel»)
- Оркестр «Deutsches Filmorchester Babelsberg»

### Виробництво
- Ульф Крукенберг — інженер
- Дірк Рудольф — дизайн
- Даніель і Гео Фукс — фото

## Кредити
- Музика та слова Rammstein: Крістоф «Дум» Шнайдер, Крістіан «Флаке» Лоренц, Ріхард Круспе-Бернштайн, Тілль Ліндеманн, Пауль Ландерс, Олівер Рідель.
- Продюсери: Якоб Гелльнер та Rammstein.
- Зведення: Штефан Глауманн на MVG Studio, Стокгольм, Швеція.
- Записано на Studio Miraval, Франція.
- Мастеринг: Гові Вайнберг на Masterdisk Corporation, Нью-Йорк.
- Пре-продукція: «Haus Weimar», Гайліґендам, Німеччина.
- Додатковий запис на Galaxy Studios, Бельгія та Nukleus Studio, Берлін, Німеччина.
- Дитячий голос в пісні «Spieluhr» — Кіра Лі.
- Бек-вокал в пісні «Nebel» — Bobo.
- Семпли в пісні «Sonne» люб'язно надані Spectrasonic's "Symphony of Voices".
- Всі пісні видано Edition Rammstein (GEMA).
- Всі права на світове видання O/B/O Edition Rammstein контролюються Music-Edition Discoton GmbH (Німеччина).
- Менеджмент: Емануель Фіалік / Pilgrim Management.
- Офіційні сайти: http://www.rammstein.de [Архівовано 20 лютого 2011 у Wayback Machine.] та http://www.rammstein.com [Архівовано 2 лютого 2011 у Wayback Machine.]

## Позиції в чартах

### Щотижневі чарти
| Чарти (2001)                             | Позиція |
| ---------------------------------------- | ------- |
| Australian Albums (ARIA)                 | 10      |
| Austrian Albums (Ö3 Austria)             | 1       |
| Belgian Albums (Ultratop Flanders)       | 7       |
| Belgian Albums (Ultratop Wallonia)       | 45      |
| Canadian Albums (Billboard)              | 14      |
| Danish Albums (Hitlisten)                | 22      |
| Dutch Albums (Album Top 100)             | 4       |
| Finnish Albums (Suomen virallinen lista) | 7       |
| French Albums (SNEP)                     | 23      |
| German Albums (Offizielle Top 100)       | 1       |
| Hungarian Albums (Mahasz)                | 33      |
| New Zealand Albums (RMNZ)                | 12      |
| Norwegian Albums (VG-lista)              | 12      |
| Spanish Albums (PROMUSICAE)              | 9       |
| Swedish Albums (Sverigetopplistan)       | 2       |
| Swiss Albums (Schweizer Hitparade)       | 1       |
| UK Albums Chart (OOC)                    | 86      |
| Billboard200                             | 77      |

### Щорічні чарти
| Чарти (2001)                       | Позиція |
| ---------------------------------- | ------- |
| Austrian Albums (Ö3 Austria)       | 13      |
| Belgian Albums (Ultratop Flanders) | 21      |
| Dutch Albums (Album Top 100)       | 54      |
| German Albums (Offizielle Top 100) | 3       |
| Swiss Albums (Schweizer Hitparade) | 37      |

| Чарти (2002)                 | Позиція |
| ---------------------------- | ------- |
| Dutch Albums (Album Top 100) | 57      |

| Чарти (2019)                       | Позиція |
| ---------------------------------- | ------- |
| Belgian Albums (Ultratop Flanders) | 124     |

## Сертифікація
| Країна/чарт                   | Сертифікація | Сертифікація продажів |
| ----------------------------- | ------------ | --------------------- |
| Австрія (IFPI Австрія)        | Золотий      | 20 000                |
| Бельгія (BEA)                 | Золотий      | 25 000                |
| Данія (IFPI Denmark)          | 2×Платиновий | 40 000                |
| Фінляндія (Musiikkituottajat) | Золотий      | 15 193                |
| Німеччина (BVMI)              | 2×Платиновий | 600 000               |
| Мексика (AMPROFON)            | Золотий      | 75 000                |
| Нідерланди (NVPI)             | Золотий      | 40 000                |
| Норвегія (IFPI Норвегія)      | Золотий      | 25 000                |
| Польща (IFPI)                 | Платиновий   | 100 000               |
| Іспанія (PROMUSICAE)          | 3×Платиновий | 300 000               |
| Швеція (GLF)                  | Золотий      | 40 000                |
| Швейцарія (IFPI Швейцарія)    | Платиновий   | 40 000                |
| Велика Британія (BPI)         | Золотий      | 100 000               |